# شکافت (زیست‌شناسی)

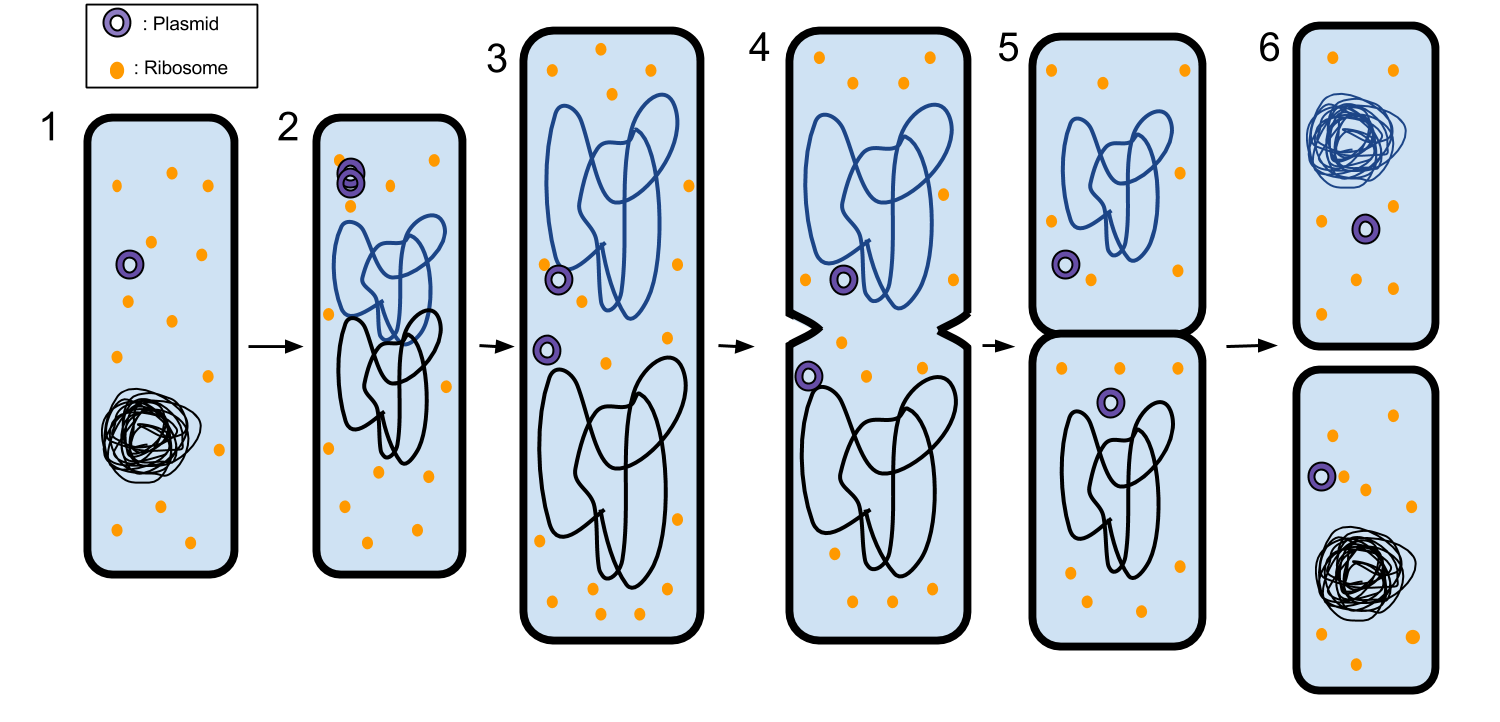
شکافت دوتایی در پیش‌هسته‌ای‌ها

شکافت یاخته در زیست‌شناسی، به بخش‌شدن بدنه (یا جمعیت، یا گونهٔ) یک یاخته به دو یا چند پاره، و نوزایی دوبارهٔ هر یک از آن بخش‌ها به بدنه‌ها (یا جمعیت‌ها، یا گونه‌ها) ی جداگانه‌ای از یاخته‌ها گفته می‌شود.
شکافت دوتایی، دو دسته از یاخته‌ها را پدیدمی‌آورد و شکافت چندتایی، دسته‌های بیشتری را می‌سازد.